# Ichthyophonidae
Az Ichthyophonidae az Ichthyosporea egyik kládja. Egyetlen ismert nemzetsége az Ichthyophonus, ezenkívül van nemzetségbe nem sorolt faja is.

## Történet
2013-ban hozta létre Thomas Cavalier-Smith.
Korábban ide sorolták a Sphaeroforma nemzetséget.
Korábban a Trichomycina csoportba sorolták tagjait, és gombának hitték.

## Morfológia
Amőboid tagokból áll,:4 hifái többmagvúak, mitokondriális cristái csőszerűek.

## Élőhely
Sós, édesvízben és szárazföldön is megél.

## Életciklus
Holokarpikus sejtjei szkizonták, míg az ezekből keletkező utódsejtek a merozoiták – ezek egy része nem mozgó endospóra, más részük mozgó amőba.
Spórái savas környezetben csíráznak, és a gombákéhoz hasonló hifákká alakulnak. Fejlődését a 0–25 °C-os hőmérséklet nem befolyásolja, a −20 °C alatti vagy 40 °C feletti hőmérsékletek halálosak.

## Genetika
28S rDNS- és 18S rDNS-szekvenciák alapján különböztethetők meg fajai.

## Filogenetika
Lehetséges legközelebbi élő rokona az Amoebidium.

## Jelentőség
Gazdasági károkat okoz ichthyophoniasis révén, mivel a halak létfontosságú szerveit, például szívét, máját, veséit támadja vérkeringésében lévő amőboid sejtjeivel. Egyes fajok kétéltű-paraziták.
1991 augusztusában és szeptemberében az Ichthyophonus hoferi jelentős Clupea harengius-mortalitást okozott Skagerrak és Kattegat közelében.
2000-ig csak az Ichthyophonus hoferiről volt ismert, hogy halpatogén, Rand 2000-ben felfedezte az Ichthyophonus irregularist 18S rDNS-szekvencia alapján.
Fertőzése tünete granulómareakció epitél és óriássejtekkel.